# Siam Park
Koordinaten: 28° 4′ 18″ N, 16° 43′ 36″ W
Der Siam Park ist ein Wasserpark im Süden der kanarischen Insel Teneriffa in Costa Adeje. Der Park kooperiert mit dem Freizeit- und Tierpark Loro Parque in Puerto de la Cruz im Norden der Insel. Das 18,5 Hektar große Areal ist im thailändischen Stil gehalten, und wirbt als „Die größte Wasserattraktion in Europa“. 2022 war der Siam Park mit 1,15 Millionen Besuchern zusammen mit Tropical Islands der drittmeistbesuchte Wasserpark in Europa. Der Park wurde von der Prinzessin von Thailand, Maha Chakri Sirindhorn eröffnet.

## Geschichte
Die Erbauung des Siam Parks begann im Jahr 2004 und kostete rund 52 Millionen Euro. Die Eröffnung war für Mai 2007 geplant, musste aber wegen Konstruktionsproblemen auf den 17. September 2008 verschoben werden. Die Originalpläne des Siam Parks hatten eine Achterbahn eingeplant, es wurde aber auf die Vollendung des ersten Abschnitts des Parks Wert gelegt, damit er rechtzeitig eröffnen konnte.
Das thailändische Thema ist an allen Fahrgeschäften, Gebäuden und Restaurants umgesetzt worden. Der Parkbesitzer Christoph Kiessling, Sohn von Wolfgang Kiessling, erhielt von der königlichen Familie von Thailand die Erlaubnis, Siam im Parknamen zu benutzen. Um die Wünsche der königlichen Familie zu erfüllen, verzichtete er auf königliche Plätze, Tempel oder Statuen von Buddha.

## Attraktionen

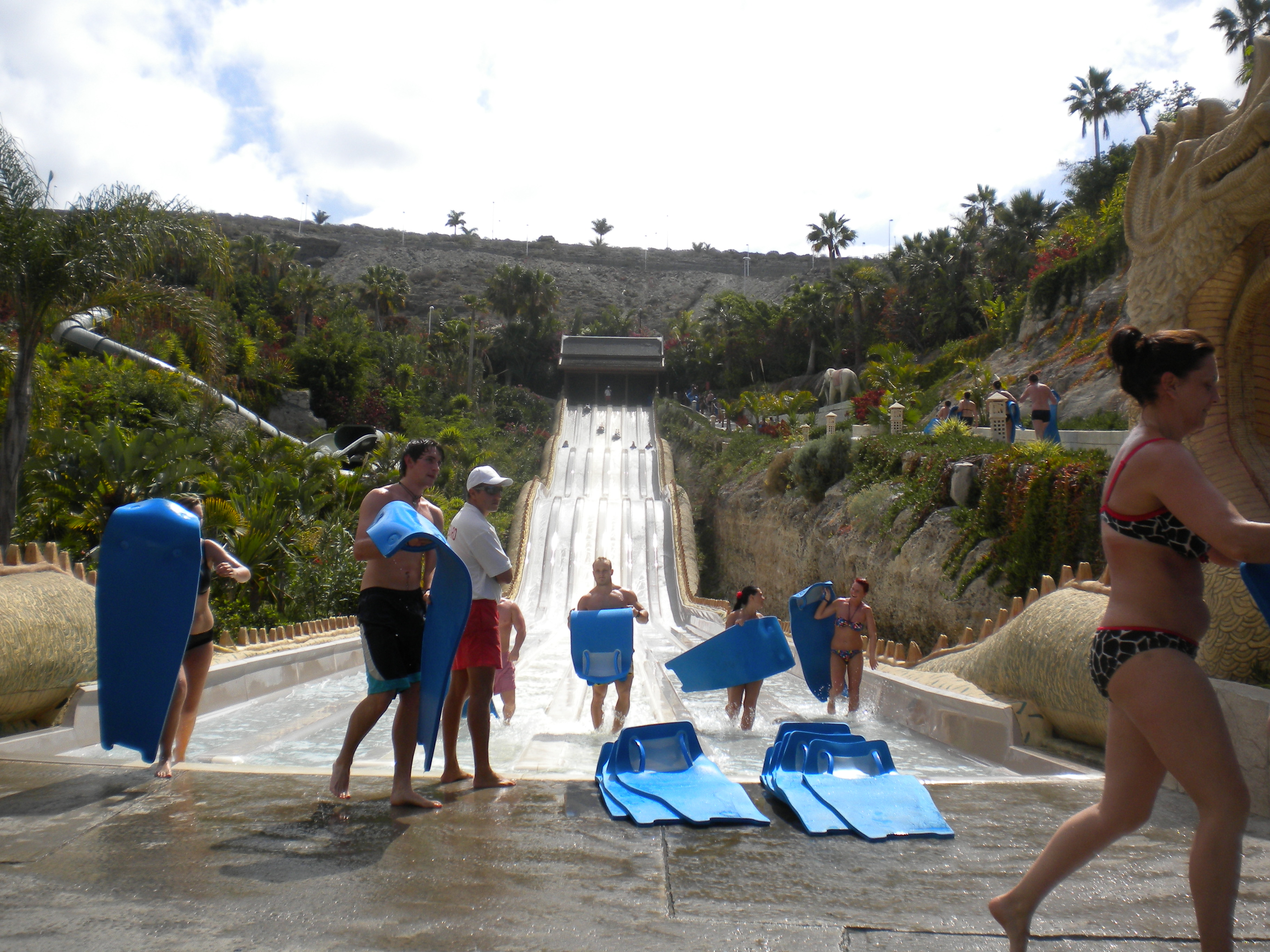
Naga Racer

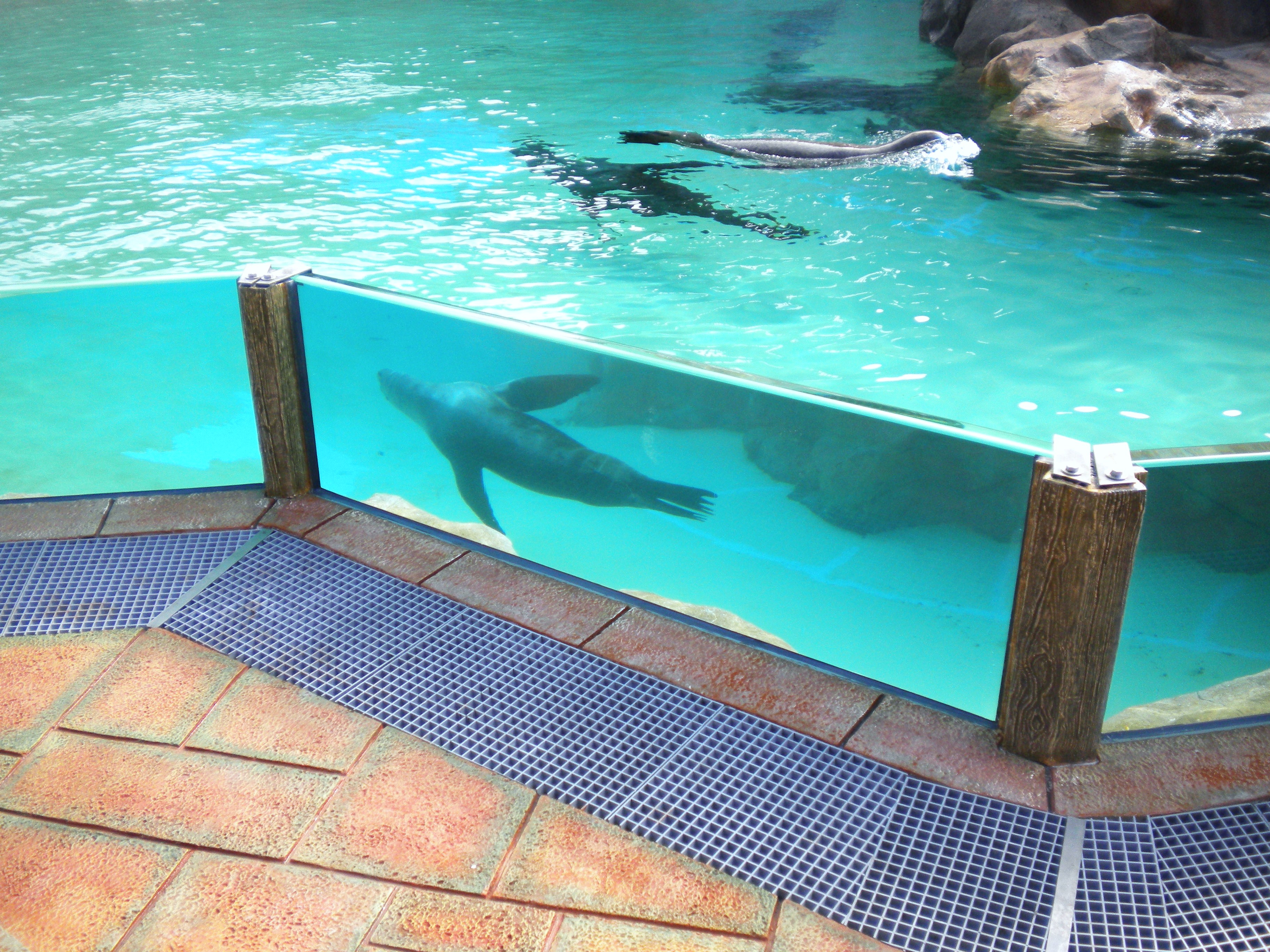
Seelöwen-Insel

- Vulcano: eine 4-Personen-Rutsche mit einem Trichter und Lasereffekten (ProSlide Behemoth Bowl).
- The Dragon: eine Kegelrutsche, die mit 4er-Reifen gerutscht wird (ProSlide Tornado).
- Wave Palace: ein Wellenbad mit einem künstlich angelegten Sandstrand. Die Wellenmaschine kann 4 m hohe Wellen erzeugen und gilt daher als größte Wellenmaschine Europas.
- Naga Racer: eine Mattenrutsche mit sechs parallelen Bahnen
- The Giant: zwei gleiche Trichterrutschen. In einer rutscht man im Uhrzeigersinn, in der anderen gegen den Uhrzeigersinn (ProSlide Cannon Bowls).
- Tower of Power: eine Freefall-Rutsche die am Ende mit einer Glasröhre durch ein Haibecken führt.
- Mai Thai River: der längste künstliche Fluss (Lazy River), den man mit Reifen befährt. Der Fluss besitzt außerdem den höchsten Reifenlift eines Lazy Rivers, der den Besucher 8 m hinauf befördert.
- Jungle Snakes: vier einfache Reifenrutschen von ProSlide.
- Lost City: ein Wasserspielpark für Kinder mit 120 Attraktionen.
- Mekong Rapids: eine 4-Personen-Rutsche, die mit Reifen berutscht wird.
- Kinnaree: eine Reifenrutsche von ProSlide mit Kegel und TornadoWave-Element[4]
- Sawasdee: Kinderbereich, in dem sich unter anderem eine kleine Version von The Dragon befindet
- Singha: eine Proslide Hydromagnetic Rocket, also eine Uphill-Rutsche, die für die Aufwärtspassagen Linearmotoren als Antrieb nutzt.
- Der schwimmende Markt: Merchandise- und Badeartikel-Geschäfte, die auf Stelzen im Wasser stehen.
- Seelöwen-Insel: eine Wasseranlage mit Seelöwen.

## Restaurant
Die fünf Restaurants und Bars servieren sowohl thailändisches Essen als auch heimische Spezialitäten.

## Technische Informationen
Der Park wurde auf einem Hügel gebaut, welcher perfekt für Rutschen ist. Siam Park gilt als erster Green Water Park.
Der Park hat seine eigene Wasseraufbereitungsanlage. Diese pumpt jeden Tag 700 m³ Wasser vom Meer in die Anlage. Dort wird das Wasser von Salzwasser in Süßwasser umgewandelt und auf 25 °C erhitzt. Um Wasser zu sparen, wird das Wasser von den Rutschen zur Bewässerung der Pflanzen benutzt.

## Rekorde

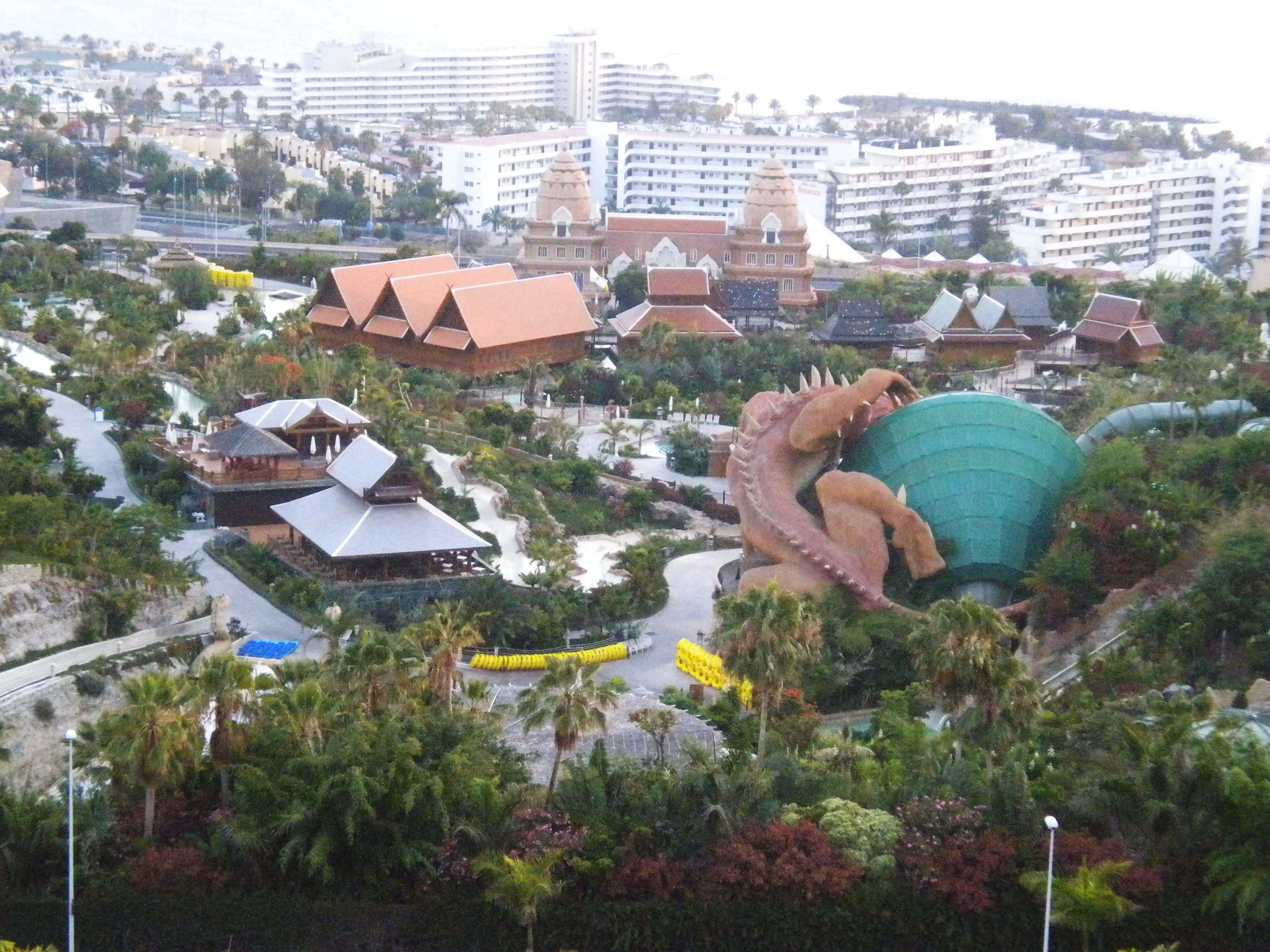
Park von oben, mit der größten Drachenstatue

Der Siam Park hält vier Weltrekorde:
- Die größte Drachenstatue (The Dragon)
- Schnellster Wasserlift (Mai Thai River)
- Die größte von Menschenhand erschaffene Welle
- Das größte Thai-Gebäude außerhalb Asiens